# Old Souls
Old Souls es el segundo álbum de estudio de la banda australiana de metalcore Make Them Suffer. Fue lanzado el 28 de mayo de 2015 a través de Roadrunner Records y fue producido por Roland Lim.

## Lista de canciones
| N.º | Título                      | Duración |  |
| 1.  | «Foreword»                  | 1:55     |  |
| 2.  | «Requiem»                   | 4:04     |  |
| 3.  | «Fake»                      | 3:00     |  |
| 4.  | «Let Me In»                 | 4:32     |  |
| 5.  | «Threads»                   | 3:52     |  |
| 6.  | «Through the Looking Glass» | 2:36     |  |
| 7.  | «Blood Moon»                | 4:10     |  |
| 8.  | «Scraping the Barrel»       | 4:11     |  |
| 9.  | «Marionette»                | 3:19     |  |
| 10. | «Timeless»                  | 3:49     |  |
| 11. | «Old Souls»                 | 4:30     |  |

## Posicionamiento en lista
| Lista (2015)             | Posición |
| ------------------------ | -------- |
| Australian Albums (ARIA) | 30       |

## Personal
Make Them Suffer
- Sean Harmanis – voz gutural, voz aguda en "Timeless"
- Nick McLernon – guitarra principal, coros
- Craig Buckingham – guitarra rítmica
- Chris Arias-Real – bajo
- Louisa Burton – teclados, piano, voz gutural
- Tim Madden – batería